# Sichtverbindung

Erste Fresnelzone ("n=1", schwarz) über dem hügeligen Gelände einer Richtfunkstrecke D (grün)

Der Begriff Sichtverbindung (Direktwelle, englisch: line-of-sight, kurz LOS) wird in der Nachrichtentechnik für eine Funkübertragung mit direktem Sichtkontakt zwischen Sender und Empfänger verwendet. Im Gegensatz zur Nicht-Sichtverbindung (NLOS) befindet sich kein Hindernis in der ersten Fresnelzone.
Eine Sichtverbindung ist anzustreben für eine bestmögliche Funkverbindung, da gegenüber einer Nicht-Sichtverbindung der technische Aufwand und die Sendeleistung reduziert werden können.
Der Vorteil der Sichtverbindung liegt darin, dass durch die Verwendung von Parabolantennen mit sehr schmalen Öffnungswinkeln der Einfluss von Mehrwegeausbreitungen (Multipath) und Interferenzen minimiert oder ausgeschlossen werden kann. Des Weiteren gelten noch die Gesetze der Wellenausbreitung und Freiraumdämpfung. All diese Faktoren müssen bei der Entwicklung eines Kommunikationskonzeptes und bei der Installation einer Funkübertragungsstrecke beachtet werden.